# Hoheria lyallii
Hoheria lyallii är en malvaväxtart som beskrevs av Joseph Dalton Hooker. Hoheria lyallii ingår i släktet Hoheria och familjen malvaväxter. Inga underarter finns listade i Catalogue of Life.

## Bildgalleri

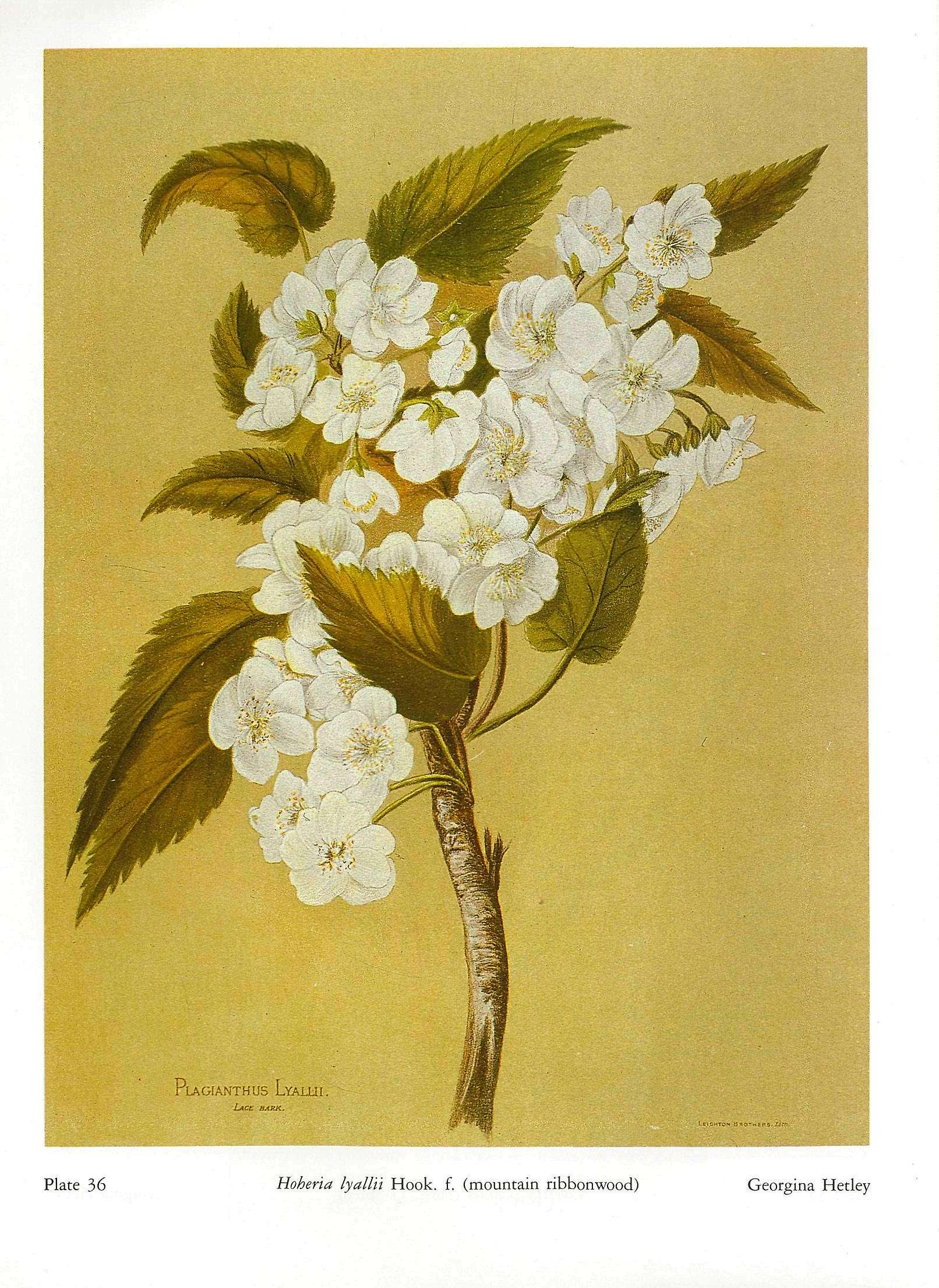
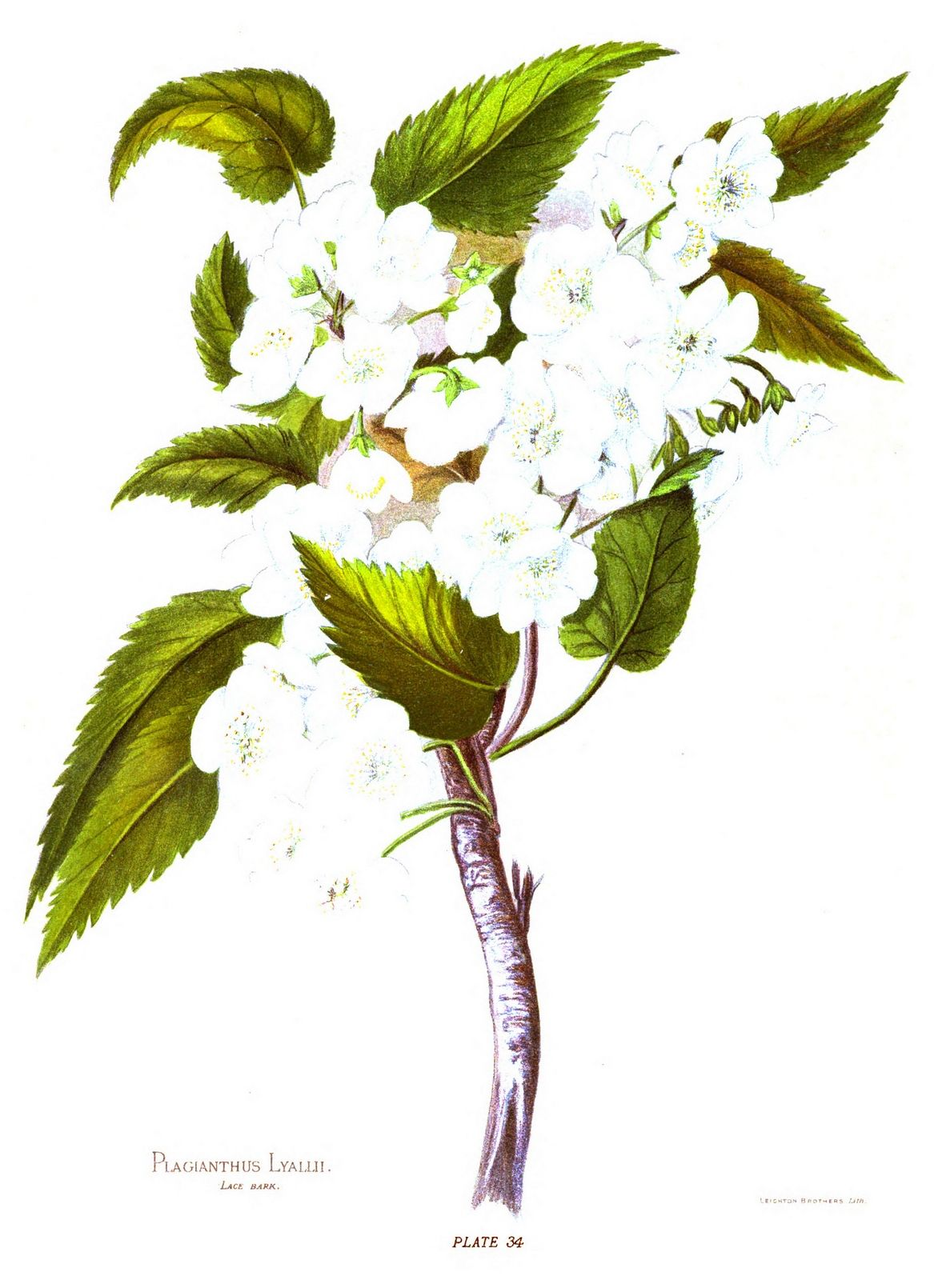